# Stralenheim (Adelsgeschlecht)

Stammwappen derer von Stralenheim

Stralenheim, auch Strahlenheim, eigentlich Veit von Stralenheim ist der Name eines ursprünglich schwedisch-pommerschen, später lothringischen, bayerischen und hannoverschen Adelsgeschlechts.

## Geschichte
Der Stammvater des Adelsgeschlechts ist ein Karsten Veith, niederdeutsch Vieth, der um die Mitte des 16. Jahrhunderts aus Westfalen oder vom Niederrhein nach Stralsund gekommen sein soll und 1572 als Stralsunder Bürger starb. Dessen Sohn Michael Vieth wurde 1631 Ratsherr, sein Sohn Henning 1632 Ratsherr und 1655 Bürgermeister. Er war verheiratet mit Margaret Klinckow; ihr gemeinsamer Sohn Michael Veith (1632–1703) wurde zunächst Protonotar und Syndikus in Stralsund, dann Richter am Wismarer Tribunal und erhielt 1685 den schwedischen Briefadel als Michael Veith von Stralenheim.

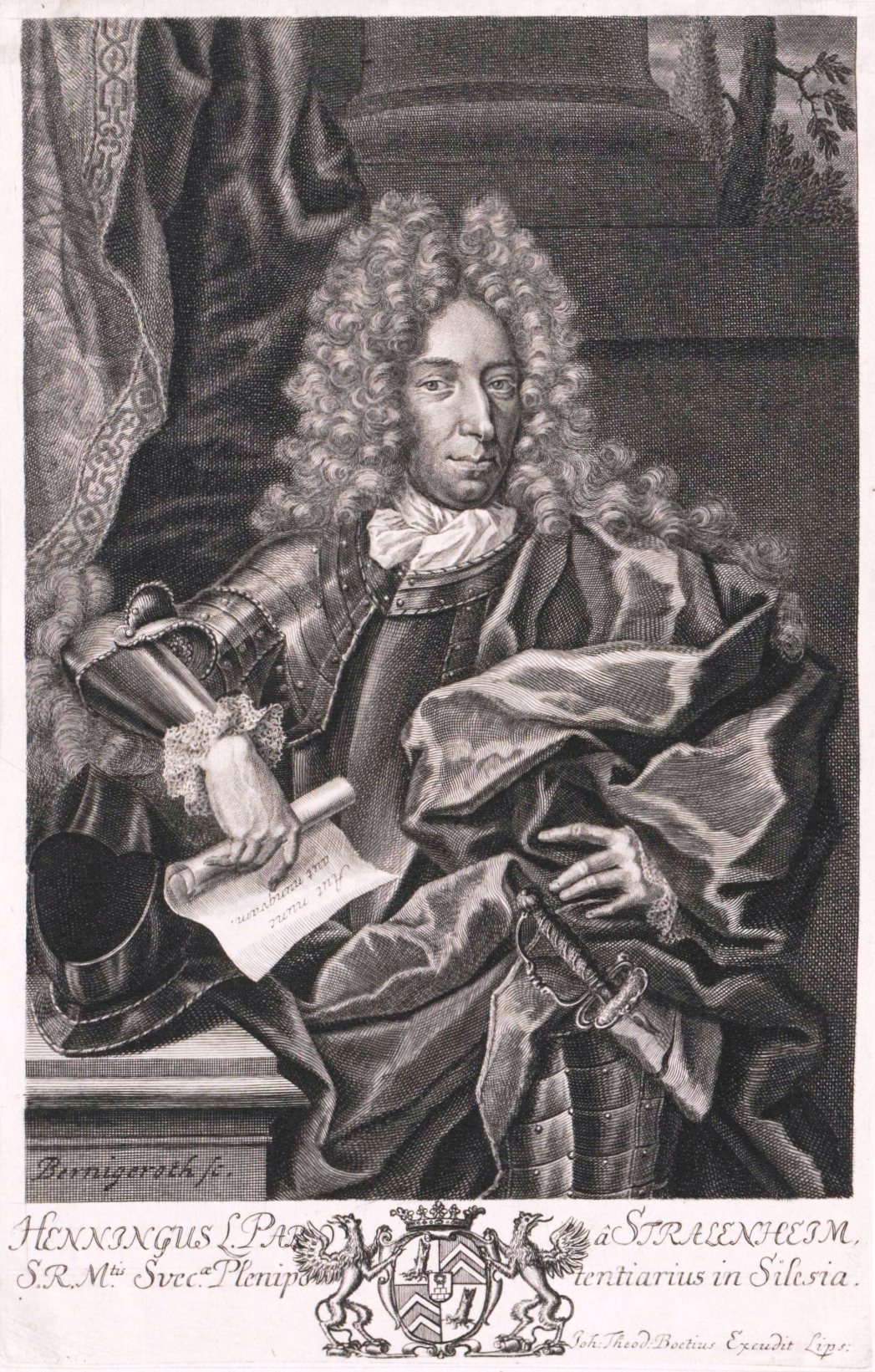
Henning von Stralenheim (1670–1731), schwedischer Gesandter und Gouverneur (um 1708)

Sein 1665 geborener Sohn Henning von Stralenheim wurde von König Karl XII. 1699 nach Wien gesandt und hier 1706 in den Reichsgrafenstand und zum Reichs-Oberjägermeister erhoben sowie mit der Grafschaft Limburg belehnt. Karl XII. verweigerte ihm jedoch die Annahme dieser Würden und ernannte ihn 1710 zum Generalgouverneur des Herzogtums Zweibrücken. Nach Erwerb der Grafschaft Forbach in Lothringen wurde er 1717 vom Herzog Leopold I. von Lothringen als Graf von Forbach in den Grafenstand erhoben und erhielt hierfür 1720 die kaiserliche Bestätigung. Er starb 1731. Die Nachkommen aus seiner ersten Ehe mit Nicolea Katharina Veronica, geb. Freiin v. Hackelberg bilden das freiherrliche Haus, diejenigen aus seiner zweiten Ehe mit Sophie Elisabeth geb. Gräfin von Wasaburg das gräfliche Haus, das mit Genehmigung des schwedischen Senats den Namen Stra(h)lenheim-Wasaburg trug. Die gräfliche Linie starb 1872 im Mannesstamm aus.
Die freiherrliche Linie erwarb durch die Einheirat der Wilhelmine Freiin von Kipe 1775 das Gut Imbshausen, das sich bis heute in ihrem Besitz befindet (jetzt von Plate-Stralenheim).

## Standeserhebungen
- 4. Juli 1685 schwedischer Adelsstand als von Stralenheim für Michael Vieth
- 27. Juli 1699 schwedischer Freiherrnstand für Henning von Stralenheim
- 1708 Reichsgrafenstand (Annahme wurde Henning von Stralenheim von Karl XII. untersagt)
- 13. August 1717 Lothringischer Grafenstand a’s Comte de Forbach für Henning von Stralenheim
- 1720 kaiserliche Bestätigung

13. Dezember 1817 Immatrikulation im Königreich Bayern bei der Grafenklasse als Stralenheim-Wasaburg (auch: Strahlenheim-Wasabourg) für Gustav Heinrich Graf Straleheim-Wasaburg
27. Dezember 1912 Königlich-sächsische Bestätigung des schwedischen Adels- und Freihernstandes und Eintragung in das Sächsische Adelsbuch für die Brüder Henning (Auf Imbshausen und Suderburg) und Adolf (auf Bovenden)

### Besitzungen

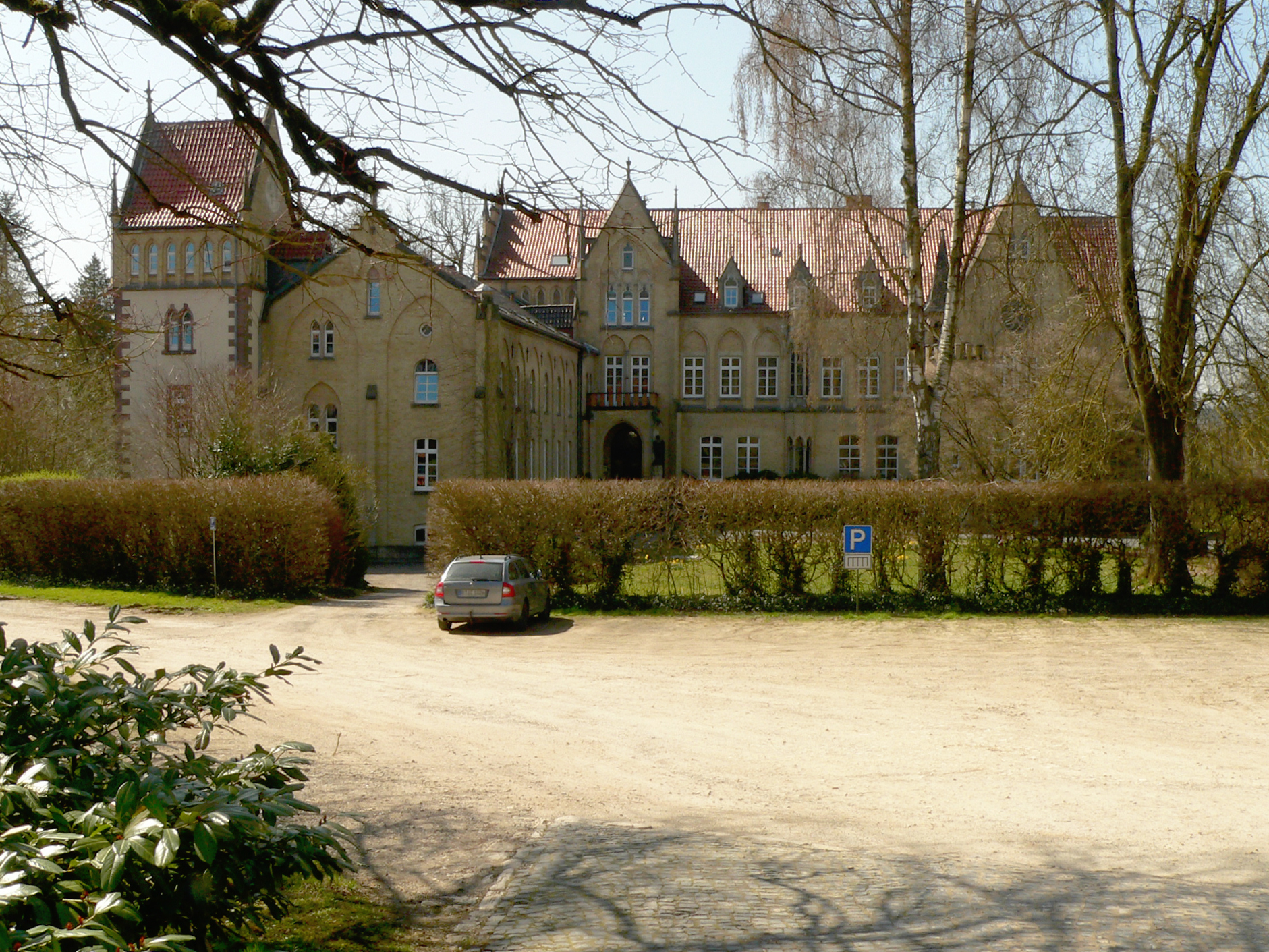
Schloss Imbshausen

- Oberbronn 1824–1859
- Schloss Imbshausen und Suderburg
- Bovenden

## Wappen

### Stammwappen (1685)
In Gold auf sechs roten Quaderstufen ein mit acht (oder sechs) roten Rosen bestückter grüner Laubkranz. Auf dem Helm mit blau-goldenen Decken zwei wachsende geharnischte Arme, mit den Händen den Laubkranz haltend.

### Freiherrliches Wappen (1699)
Schild geviert mit Herzschild, darin das Stammwappen: drei rote, aus sechs (1, 2 und 3) Quadern bestehende Stufen, auf denen oben aufrecht ein grüner, mit sechs roten Rosen besetzter Laubkranz steht; 1 und 4 in Blau ein mit den Wurzeln ausgerissener, oben abgehauener und an jeder Seite einmal geasteter, goldener Baumstamm; 2 und 3 in Rot zwei untereinanderstehende silberne Sparren. Auf dem Schild steht eine siebenperlige Krone, auf der sich zwei Helme erheben. Aus dem rechten, von einem rot-goldenen Wulste bedeckten Helme wachsen (wie beim Stammwappen) zwei silbern geharnischte Arme auf, die mit den Händen den grünen Laubkranz des Mittelschildes mit den Rosen emporhalten, und der linke, ebenfalls mit einem rot-goldenen Wulst bedeckte Helm trägt sechs Fahnen, welche abwechselnd silbern, blau, rot sind und von denen drei nach rechts, drei nach links wehen. Die Decken des rechten Helmes sind blau und golden, die des linken rot und silbern. Schildhalter sind zwei silberne Greife.

### Gräfliches Wappen (1717)

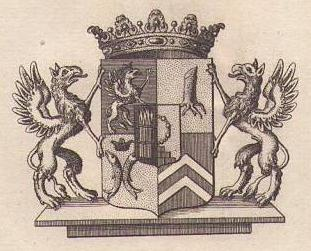
Gräfliches Wappen Stralenheim-Wasaburg (1818)

Das gräfliche Wappen verbindet das Wappen der Stralenheim mit dem der Wasaburg.
Quadrierter Schild mit gespaltenem Herzschild; rechts in Schwarz ein zweimal zusammengebundenes Bündel goldener, die Spitzen nach oben kehrender Pfeile (eigentlich die Wasagarbe), schräglinks belegt mit einem roten Bastardfaden; links eine halbe rote Treppe am Spalt, überhöht von einem halben mit Rosen bestückten Laubkranz (wie 1685). 1 in Blau ein einwärtsgekehrter, gekrönter, silberner Greif; 2 in Gold ein entwurzelter natürlicher Baumstamm; 3 in Gold zwei abgewendete aufrechte Barben, über denen eine goldene Blätterkrone schwebt, und 4 in Rot zwei übereinandergestellte silberne Sparren, von denen der obere bis an das obere Drittel des Feldes reicht. Der von einer Markgrafenkrone bedeckte Schild steht auf einem Gesims und wird von zwei silbernen, einwartssehenden Greifen gehalten.

## Vertreter
- Henning von Stralenheim (1665–1731), schwedischer Gesandter, Gouverneur von Zweibrücken
- Karl Christoph von Stralenheim († 1740), braunschweigischer Kommissionsekretär, Ministerresident in Hamburg

### Gräfliche Linie
- Gustav Henning Graf von Stra(h)lenheim-Wasaburg (1719–1787), französischer Generalleutnant
- August Heinrich Graf von Stra(h)lenheim-Wasaburg (1766–1818), bayerischer Kammerherr

- Friedrich Graf von Stralenheim-Wasaburg (1807–1867), bayerischer Major
- Carl Graf von Stralenheim (1810–1872), bayerischer Oberst, zuletzt bis 1870 Stadtkommandant von Lindau

- Carl August Graf von Stra(h)lenheim-Wasaburg (1780–1842), französischer Oberst

### Freiherrliche Linie
- Heinrich August von Stralenheim, braunschweig-lüneburgischer Generalmajor, Kommandant von Harburg

Adolf von Stralenheim, braunschweig-lüneburgischer Oberjägermeister und Oberst
- Carl Wilhelm August Freiherr von Stralenheim (1777–1847), Jurist, Staatsminister des Königreichs Hannover und Kurator der Georg-August-Universität in Göttingen.
- Carl Friedrich von Stralenheim (1782–1848), seit 1826 hannoverscher Gesandter beim Deutschen Bund, Geheimer Cabinettsrat

- Adolf Freiherr von Stralenheim, sächsischer Generalleutnant

## Literarisches
In Byrons Werner (1822) ist Count Stralenheim der Widersacher Werners und wird von dessen Sohn Ulric ermordet. Seine Tochter Ida Stralenheim, die mit Ulric verlobt ist, verliert daraufhin den Verstand.